# Pontonbro
En pontonbro eller flydebro er en bro, der flyder på vandet understøttet af pram- eller bådslignende pontoner. De fleste pontonbroer er midlertidige, men nogle bruges i længere tid. Permanente flydebroer er hensigtsmæssige, når det ikke er økonomisk fordelagtigt at bygge på bropiller. Disse permanente pontonbroer kræver sommetider en sektion, der kan hejses eller åbnes af hensyn til skibstrafikken. Pontonbroer er især brugbare i krigstid eller til flodkrydsninger, og de har været benyttet siden oldtiden.

## Pontonbroer
- Bergsøysundbroen i Norge
- Nordhordlandsbroen i Norge

### Forhenværende Pontonbroer
- Frederik VII’s Bro i Sønderborg
- Kong Christian den Niendes Pontonbro Aalborg-Nørresundby